# Nyssa (botanica)
Nyssa Gronov. ex L., 1753 è un genere di piante della famiglia Nyssaceae.

## Distribuzione e habitat
Il genere ha un areale disgiunto che comprende il versante orientale del Nord America e dell'America centrale e il Sud-est asiatico.

## Tassonomia
Il genere comprende 10 specie:
- Nyssa aquatica L.
- Nyssa bidoupensis Tagane & Yahara
- Nyssa bifida Craib
- Nyssa biflora Walter
- Nyssa hongiaoensis Tagane & Komada
- Nyssa javanica (Blume) Wangerin
- Nyssa ogeche W.Bartram ex Marshall
- Nyssa sinensis Oliv.
- Nyssa sylvatica Marshall
- Nyssa talamancana Hammel & N.Zamora